# Victor Lapitski
Victor Evguiéniévitch Lapitski, né le 30 juillet 1951 à Léningrad, est un écrivain, philosophe-essayiste et traducteur russe.

## Carrière
Après ses études à la faculté de mécanique et mathématiques de l'université d'État de Léningrad, il est candidat en sciences physico-mathématiques et publie dans le samizdat léningradois Le Journal Mitine et d'autres organes underground de manière épisodique et sous pseudonyme.
Sa première traduction publiée est celle du roman de Boris Vian L'Écume des jours en 1979, puis il publie dans la presse samizdat les premières traductions en russe d'œuvres d'Antonin Artaud, Julien Gracq, Raymond Roussel, Georges Bataille, Maurice Blanchot, Cioran, Klossowski, Jacques Lacan, Emmanuel Levinas, Roland Barthes, Jacques Derrida, Boris Vian, Pierre Bettencourt et un certain nombre d'auteurs de la pensée radicale philosophique ou littéraire en France. C'est le premier à avoir traduit également en russe des auteurs anglophones tels que Kathy Acker, Angela Carter ou Walter Abish.
Lapitski est aussi l'auteur du livre de nouvelles Borgès mort (2000).

## Prix
- Prix Andreï Biély en 2000 dans la catégorie Pour le mérite de la littérature.
- Prix Maurice Wachsmacher en 2010

## Publications
- Borgès mort, Saint-Pétersbourg, Amphora, 2000, nouvelles
- Locus Solus. Anthologie de la littérature d'avant-garde du XXe siècle, Saint-Pétersbourg, Amphora, 2006
- Postface, Saint-Pétersbourg, Amphora, 2007
- Minuit: XXIe siècle, traduction du français, Saint-Pétersbourg, Amphora, 2008

## Source
- (ru) Cet article est partiellement ou en totalité issu de l’article de Wikipédia en russe intitulé « Лапицкий, Виктор Евгеньевич » (voir la liste des auteurs).